# Abbaye de Clus
L’abbaye de Clus est une ancienne abbaye bénédictine à Clus, aujourd'hui un quartier de Bad Gandersheim, dans le Land de Basse-Saxe.

## Histoire
L'église est consacrée le 17 juin 1127 en présence de l'abbesse de Gandersheim, Bertha, et de l'évêque de Hildesheim, Berthold d'Alvensleben (de). Le premier abbé de Clus est Henri, cousin de Richenza, épouse du roi Lothaire III ; il a d'abord fourni des biens à Dankelsheim et en 1134 l'unit à l'abbaye de Brunshausen.
Après de nouveaux travaux de construction, une seconde consécration a lieu en 1159 par l'évêque Gerold d'Oldenbourg. En 1430, l'abbé Johann Dederoth (de) prend ce monastère bénédictin et trois ans plus tard également l'abbaye de Bursfelde (de). Le chœur de l'église est agrandi dans le style gothique au XVe siècle, doté d'un autel sculpté et de murs peints. La Réforme luthérienne apparaît au milieu du XVIe siècle. Cependant, l'abbaye continue d'exister en tant que corporation et appartient jusqu'en 1810 au territoire de l'abbaye de Gandersheim, qui ne faisait pas partie de l'Empire.
Une gravure sur cuivre du bâtiment en 1709 se trouve dans la chronique Antiquitates Gandersheimenses de Johann Georg Leuckfeld (de). Les livres du monastère, dont un évangile du Xe siècle, ont dû être remis à la bibliothèque de l'université de Helmstedt (de) en 1624.
En 1810, l'église de Clus devient une possession du royaume de Westphalie puis en 1955, de l'Église régionale protestante luthérienne de Brunswick. Les anciens bâtiments conventuels appartiennent à des particuliers.

## Architecture
L'église abbatiale est essentiellement une basilique romane avec une nef à trois vaisseaux, un transept et un chœur gothique. L'extérieur à parement de pierre se compose principalement de calcaire concassé, mais comporte également des éléments en grès. Des vestiges de la structure extérieure romane sont conservés, comme par exemple des fenêtres cintrées jumelées, des frises cintrées et des demi-colonnes.
L'église est flanquée au nord du clocher carré au toit en chapiteau. La position asymétrique du clocher du côté du portail d'entrée s'explique par le fait que l'église avait autrefois une façade à double clocher. Le clocher au sud est démolie au début du XIXe siècle.
Du portail d'entrée, on pénètre dans une salle voûtée en berceau, qui se trouve devant la nef à l'ouest. L'étage supérieur contient la galerie d'orgue. La nef à trois vaisseaux est couverte d'un plafond plat. Les bras transversaux sont à l'origine carrés, ils sont réduits lors d'une restauration de 1848 à 1852. Dans les arcades entre la nef et les bas-côtés, des piliers et colonnes alternent (alternance de colonnes rhénanes). Les colonnes reposent sur des bases attiques, leurs chapiteaux présentent des ornements de feuilles de langue à deux lignes. Les consoles qui abritaient autrefois des personnages en stuc sont encore visibles sur la corniche de l'arcade.
Contrairement à la nef romane, le chœur surélevé est de style gothique. Comme le transept, il possède une voûte d'arête et de grandes fenêtres à entrelacs en ogive.

## Mobilier
L'autel gothique sculpté du chœur provient de Lübeck. Il est acquis par l'abbé Wedego pour le monastère en 1487.
Dans le sanctuaire central, il montre le couronnement de Marie, entouré des bustes des douze apôtres. La scène est flanquée de quatre saints : le pape Innocent Ier et Benoît de Nursie en haut, et Côme et Damien en bas. Quatre symboles évangélistes s'intègrent dans la représentation. Des scènes de la vie de Marie sont représentées dans les coulisses de l'autel.
Quatre bustes en bois de chêne, d'environ 45 cm de haut et datant du XVe siècle, reposent sur des consoles sur les murs du chœur. Ils appartiennent à l'origine à la prédelle de l'autel et proviennent probablement du même maître que l'autel. Les personnes représentées ne sont pas prouvées. À partir des vêtements et des attributs, cependant, la position sociale peut être lue.